# Сполучені Штати Китаю
Сполучені Штати Китаю (кит. трад. 中華 合眾國, спр. 中华 合众国, піньїнь: Zhōnghuá Hézhòngguó, акад. Чжунхуа Хэчжунго пиньинь Zhōnghuá Hézhongguó, пал. Чжунхуа Хечжунго) - політична концепція, вперше розроблена на початку 1920-х китайським політичним та військовим діячем Чень Цзюнміном. Передбачала перетворення Китаю на федеративну державу на зразок Сполучених Штатів Америки. В даний час термін іноді використовується для опису сучасної КНР, в якій створені особливі економічні зони, що мають значний ступінь автономії.

## Концепція Чень Цзюнміна
Концепція створена за часів ери мілітаристів, коли Китай не мав єдиного уряду. Країна була розколота на кілька напівнезалежних володінь на чолі з місцевими воєначальниками. У таких умовах, на думку Чень Цзюнміна, найкращим способом об'єднати країну було саме створення федерації, в якій окремі провінції мали б високий рівень автономії від центру (на зразок державного устрою США).
У 1919-1922 Чень реалізовував свою програму в Гуандуні, сподіваючись, що згодом йому вдасться переконати інші провінції приєднатися до федерації. У результаті плани Ченя успіхом не увінчалися, і Сполучені Штати Китаю не були створені.

## Сучасне використання терміна
Починаючи з 1980-х, після початку політики реформ і відкритості в КНР, термін знову почав використовуватися - цього разу по відношенню до особливих економічних зон КНР: ряд вчених зазначає, що ці зони мають значний ступінь автономії, порівнянну з такою для суб'єктів федеративної держави, що дозволяє говорити про перетворення КНР на де-факто федерацію.